# Billie Jean King
Billie Jean King (Long Beach, 22. studenog 1943.), legendarna američka tenisačica i bivši svjetski broj 1, šesterostruka pojedinačna pobjednica Wimbledona, trostruka osvajačica US Opena i pobjednica Roland Garrosa i Australian Opena. Zajedno je pojedinačno i u parovima na Wimbledonu osvojila rekordnih 20 naslova. U karijeri je ukupno osvojila 39 Grand Slamova i 129 turnira u organizaciji Ženske teniske udruge (WTA), čija je King bila jedna od osnivačica i prva predsjednica. Bila je dugogodišnja izbornica američke ženske teniske reprezentacije. Osam puta osvojila je Fed Cup.
Poznata je po borbi za jednaka prva tenisačica u bijelom športu i po građanskom aktivizmu. Ubraja se među najveće tenisačice svih vremena. Primljena je u tenisku kuću slavnih 1987. godine. Godine 1975. proglašena je osobom godine u izboru američkog časopisa Time te 1972. proglašena športašicom godine u izboru uglednog športskog lista Sports Illustrated. Dobitnica je najvišeg američkog civilnog odlikovanja Predsjedničkog odličja slobode.